# Michel Serdan
Antonio Carlos de Aquino (São Paulo, 5 de fevereiro de 1943), mais conhecido como Michel Serdan, é um empresário e ex-lutador profissional brasileiro.
É tri-campeão brasileiro de luta livre. É dono da marca "Gigantes do Rigue", sendo o maior empresário de luta livre no país.
Michel Serdan retornou à televisão no ano de 2008, pelo SBT, como narrador da WWE. Também participou do seriado Dedé e o Comando Maluco.

## Carreira

### Luta Livre
Michel começou praticando judô aos oito anos de idade, no Seminário dos Padres Salesianos de Dom Bosco, onde concluiu os estudos. Ele nunca chegou a competir na modalidade.
Aos 15 anos em uma competição de braço de ferro patrocinado pela Gazeta, ele conheceu um lutador argentino chamado Gran Caruso, que gostou do seu porte físico e o perguntou se gostaria de fazer luta livre, ele aceitou e no outro dia estava na porta da academia esperando abrir, um mês depois estava lutando.
Foi um empresário que colocou esse nome em homenagem a um campeão mundial de boxe francês chamado Marcel Cerdan, o qual ele não gostou. Na época lutava na Europa e quando voltou colocou Michel Serdan.
Michel teve dois professores: Antonio Inoki e Cangaceiro.
Campeonatos profissionais aconteceram nos anos 1986-1990 sendo campeão nos últimos três.

### Gigantes do Ringue
Em 1973, época em que a luta livre estava em evidência no Brasil, criou os "Gigantes do Ringue". Comandou por muitos anos o programa Gigantes do Ringue em vários canais de televisão, como Rede Record e TV Gazeta, no consagrado estilo telecatch, fazendo muito sucesso nos anos 80. Entre os principais lutadores que atuaram no programa, estiveram Belo, Alex, Índio Comanche, e mais recentemente, Mozart, Falcão e o já falecido Celso Ricardo. O último programa televisionado dos Gigantes do Ringue foi pela TV Bandeirantes, em 2006.
A agência Gigantes do Ringue já fez parceira com o energético Gladiators, no qual exibiu seu programa televisivo no Pânico na Band. Michel Serdan viveu no programa o personagem Patrão, o Impiedoso.
Em 2016, vira reality show e é exibido no YouTube.

### Vida pessoal
É pai de Paulo Serdan, presidente de honra da torcida uniformizada Mancha Verde.